# Notozomus elongatus
Notozomus elongatus är en spindeldjursart som beskrevs av Harvey 2000. Notozomus elongatus ingår i släktet Notozomus och familjen Hubbardiidae. Inga underarter finns listade i Catalogue of Life.